# سیدرضا حسینی
سیدرضا حسینی؛ (زاده ۱ ژانویهٔ ۱۹۹۸) بازیکن فوتسال اهل افغانستان است که در پست مهاجم در تیم ملی فوتسال افغانستان برای جام جهانی فوتسال ۲۰۲۴ بازی می‌کند.